# Robert Abercromby
Sir Robert Abercromby (21 ottobre 1740 – Airthrey, 3 novembre 1827) è stato un generale inglese.

## Biografia
Era il figlio di George Abercromby e fratello di Ralph Abercromby.

## Carriera
Abercromby servì nella Guerra franco-indiana, ed è stato promosso capitano nel 1761. Nel 1773, è stato promosso a tenente colonnello del 37º Reggimento. Durante la Guerra d'indipendenza americana, ha combattuto alla battaglia di Long Island, la battaglia di Brandywine, la Battaglia di Germantown, la battaglia di Crooked Billet, la Battaglia di Monmouth e presso gli assedi di Charleston e Yorktown.
Dopo la guerra, è stato nominato colonnello del 75° (Highland) Regiment. Abercromby servì in India (1790-1797), dove è stato governatore di Bombay e il comandante in capo del Bombay Army e poi, dal 1793, il Comandante in capo dell'India.
Fu promosso tenente generale nel 1797, eletto deputato per la Contea di Clackmannan al posto del fratello Ralph nel 1798, ed è stato governatore del Castello di Edimburgo (1801-1827) e promosso a generale nel 1802.
La sua crescente cecità - derivante da una malattia agli occhi contratta prima del suo ritorno dall'India nel 1797 - ha reso impossibile riprendere servizio attivo e lo costrinse a dimettersi dal suo seggio in parlamento nel 1802.

## Morte
Sir Robert morì a Airthrey il 3 novembre 1827.